# Satanas et Diabolo
Pour les articles homonymes, voir Satanas.
 (octobre 2019).
Si vous disposez d'ouvrages ou d'articles de référence ou si vous connaissez des sites web de qualité traitant du thème abordé ici, merci de compléter l'article en donnant les références utiles à sa vérifiabilité et en les liant à la section « Notes et références ».
Satanas et Diabolo (titre original : « Dastardly and Muttley in their Flying Machines », littéralement « Dastardly et Muttley dans leurs machines volantes »), est une série télévisée d'animation américaine en 34 épisodes (17 doubles en version originale) de 11 minutes environ, créée par William Hanna et Joseph Barbera, dont la première diffusion a eu lieu entre le 13 septembre 1969 et le 3 janvier 1970 sur le réseau CBS.

## Synopsis
L'Escadrille infernale (The Vulture Squadron en VO), escadron de quatre pilotes de l'armée que dirige Satanas, accompagné du chien Diabolo, doit intercepter un pigeon voyageur américain, Zéphyrin, porteur de messages vers les lignes ennemies. Zéphyrin est bien malin. Pour réussir sa mission, l'escadrille utilise toutes sortes d'avions et de machines volantes plus loufoques les unes que les autres.

## Fiche technique
- Titre original : Dastardly and Muttley in their Flying Machines
- Titre français : Satanas et Diabolo
- Réalisateur : Joseph Barbera, William Hanna
- Scénaristes : Larz Bourne (en), Michael Maltese, Dalton Sandifer
- Musique : Ted Nichols (en)
- Production : Joseph Barbera, William Hanna, Alex Lovy
- Sociétés de production : Hanna-Barbera Productions
- Pays d'origine : États-Unis
- Langue : anglais
- Nombre d'épisodes : 34 (1 saison)
- Durée : 11 minutes
- Dates de première diffusion :
  -  États-Unis : 13 septembre 1969 sur CBS
  -  France : novembre 1970 sur la Deuxième chaîne de l'ORTF

## Distribution

### Voix originales
- Paul Winchell : Dick Dastardly (Satanas en VF)
- Don Messick : Muttley (Diabolo en VF)

### Voix françaises
- Philippe Dumat : Satanas
- Pierre Collet : Diabolo
- Francis Lax : Volavoile
- Guy Pierauld : Looping

## Personnages
- Satanas (« Dick Dastardly » en VO) : le chef de l'escadrille, aussi méchant que son nom l'indique.
- Diabolo (« Muttley » en VO) : un chien qui adore les médailles et qui rit toujours sous cape.
- Looping (« Zilly » en VO) : un pilote particulièrement peureux qui, lorsqu'il est effrayé, rentre sa tête dans son manteau. Il a tendance à s'éclipser, ce qui oblige Diabolo à aller le chercher
- Volavoile (« Klunk » en VO) : un pilote mécanicien, inventeur de machines volantes particulièrement loufoques. Son langage est incompréhensible pour tous sauf pour Looping, qui fait office de traducteur.
- Le général (« The General » en VO) : le supérieur de Satanas qui se manifeste uniquement par téléphone, pour crier après Satanas qui rate sa mission.
- Zéphyrin le pigeon (« Yankee Doodle Pigeon » en VO) : un pigeon voyageur malin qui transporte des informations des militaires ennemis, et que toute l'escadrille de Satanas cherche désespérément à attraper.

## Épisodes
Note : les titres français des épisodes étaient parlés, sur le carton qui porte le titre de l’épisode, au début du générique.
1. Suivons la plume (Follow That Feather)
2. Trente Jours de permission (Fur Out Furlough)
3. C'est mon anniversaire (Sappy Birthday)
4. On va aller en bateau (Shape Up or Ship Out)
5. Opération Hardi petit chien (Plane Talk)
6. Moi, j'adore les anniversaires (Happy Bird Day)
7. Ce pigeon, va-t-on le prendre (Stop That Pigeon)
8. Pour être efficace (Sky Hi-IQ)
9. Looping, quel as (Zilly's a Dilly)
10. La Patrouille des coucous (The Cuckoo Patrol)
11. Comment voler sans aéroplane (A Plain Shortage of Planes)
12. |Pilote d'essai (Pest Pilots)
13. Un pigeon, une poule, un aigle (Eagle-Beagle)
14. Hilda Rosetta et les autres ou Entre une fermière et une vache (Barnstormers)
15. Les Alpes suisses (The Swiss Yelps)
16. Silence, on tourne (Movies Are Badder Than Ever)
17. Un pigeon c'est beaucoup, deux c'est trop (Stop Which Pigeon?)
18. Histoires à dormir debout (Fly By Knights)
19. J'en ai assez de me faire pigeonner (Home Sweet Homing Pigeon)
20. Volavoile inventeur (Have Plane, Will Travel)
21. Opération cervelle d'oiseau (Operation Birdbrain)
22. Être ou ne pas être (Who's Who?)
23. Le Voleur de médailles (Medal Muddle)
24. C'est le jour de l'émigration (Go South Young Pigeon!)
25. Que de neige (Ice See You)
26. Je prends la chasse en main (Too Many Kooks)
27. Crever le plafond (Ceiling Zero Zero)
28. Diabolo photographe (Lens A Hand)
29. Satanas part en vacances (Vacation Trip Trap)
30. Un sacré mélange (Windy Windmill)
31. Entre le marteau et l'enclume (Operation Anvil)
32. Il faut du carburant pour voler (There's No Fool Like A Re-Fuel)
33. Madame Swami la voyante (Balmy Swami)
34. Camouflage et pilotage (Camouflage Hop-Aroo)

## Historique de la création
Satanas et Diabolo est l'une des quatre séries dérivées du dessin animé à succès Les Fous du volant, réalisée un an plus tôt. Les trois autres séries sont : Pattaclop Pénélope, Diabolo le magnifique et Mumbly.
Le personnage de Satanas est inspiré de l'acteur anglais Terry-Thomas pour son incarnation du pilote Sir Percy Ware-Armitage dans le film britannique Ces merveilleux fous volants dans leurs drôles de machines (1965), aviateur dont l'histoire se déroule en 1910, ce qui explique les vêtements que portent les personnages de ce dessin animé.

## Diffusions en France
En France, la série a été diffusée :
- pour la première fois en novembre 1970 sur la Deuxième chaîne de l'ORTF ;
- en 1975 sur Antenne 2 dans l'émission Vacances animées ;
- à partir du 10 janvier 1980 sur Antenne 2 dans Récré A2 ;
- en 1987 sur TF1 dans l'émission Zappe ! Zappeur ;
- à partir du 20 février 1989 sur TF1 dans le Club Dorothée.

En 1995, elle est rediffusée sur France 2 puis sur Cartoon Network de la fin des années 1990 à 2003, sur Boomerang à partir de 2003.